# Amika (televisieserie)
Amika was een Vlaamse tv-jeugdserie van Studio 100, waarvan het eerste seizoen van 10 november 2008 tot 12 februari 2009 werd uitgezonden op Ketnet, die de reeks geregeld herhaalt. De serie speelt zich af op de manege van de rijke familie De La Fayette, met de witte hengst Amika in de titelrol.

## Seizoenen
| Seizoen | Afleveringen (seizoen) | Afleveringen (serie) | Naam seizoen         | Uitzending Vlaanderen (Ketnet)      | Intromuziek    |
| ------- | ---------------------- | -------------------- | -------------------- | ----------------------------------- | -------------- |
| 1       | 52                     | 1 - 52               | De Paardenhoeve      | 10 november 2008 - 12 februari 2009 | Amika          |
| 2       | 52                     | 53 - 104             | Meisjesdromen        | 16 november 2009 - 11 februari 2010 | Wie            |
| 3       | 52                     | 105 - 156            | Voor Altijd Samen    | 8 november 2010 - 6 februari 2011   | A.M.I.K.A.     |
| 4       | 5                      | 157 - 161            | De gevaarlijke stunt | 31 oktober 2011 - 4 november 2011   | Als ik jou zie |

## Wording
Wanneer de Ketnet-serie Spring werd stopgezet in maart 2008, begon Studio 100 met een opvolger ervan: Amika. Amika werd vervolgens opgevolgd door Galaxy Park.
Van mei tot september 2009 gingen de opnames van de tweede reeks door op dezelfde locatie en met dezelfde hoofdrolspelers. Tussen 8 november 2009 en 10 februari 2010 werd de tweede reeks een eerste maal uitgezonden.
Op 26 april 2010 startten de opnames van het derde seizoen van Amika, met hoofdzakelijk dezelfde hoofdrolspelers. Op 30 september werden de opnames afgerond. Dit seizoen is uitgezonden vanaf 7 november 2010 tot februari 2011.
Er wordt ook een film opgenomen, bevestigde Tros Kompas. Op de VTM-dag in Koksijde verklapte Pieter Bamps dat de opnames hiervan na de opnames van seizoen 3 zouden starten op 2 augustus. De release was gepland in april 2011, maar de film is om onbekende reden uitgesteld.
Er zijn ook twee muzikale Amika-specials. Actrice Debbie Crommelinck beweerde al bij het tweede seizoen dat het derde seizoen het laatste zou zijn. Ook Niels Destadsbader meldde al dat bij het einde van F.C. De Kampioenen, ook Amika zou stoppen en de Amikafilm er niet meer zou komen, maar na een interview met hem in maart 2011 meldde Express/Dag Allemaal toch dat hij komende zomer opnieuw aan Amika-opnames deelneemt.
In plaats van een volwaardig vierde seizoen is er een minireeks van vijf afleveringen, Amika - De Gevaarlijke Stunt, die van 31 oktober tot 4 november 2011 op Ketnet kwam. De serie speelt zich af in het circus. De opnames vonden tussen 19 juli en 29 juli 2011 plaats.

## Verhaal

### Seizoen 1
De serie vertelt het verhaal van Merel de Ridder. Door een advertentie in de krant, wil Merel dolgraag de nieuwe stalhulp op manege 'De Paardenhoeve' worden. Paarden zijn immers haar lievelingsdieren. Haar vader Thijs verbiedt haar echter om de job aan te nemen. Sinds Merels moeder verongelukte tijdens het paardrijden, heeft Thijs een hekel aan paarden. Eerst twijfelt Merel, maar uiteindelijk gaat ze toch naar die manege toe om te solliciteren. Ze wordt aangenomen, maar haar vader mag hier niets van te weten komen, want dan kan Merel het wel vergeten. Merel vindt het werken op de manege, en het werken met paarden helemaal geweldig, en doet daarom haar uiterste best. Stallen uitmesten, de piste uitvegen, zadels poetsen en paarden voederen behoren tot haar dagelijkse bezigheden.
Marie-Claire is de rotverwende dochter van de baas, en vindt Casper, een jongen die paardrijles geeft op de manege, helemaal geweldig. Ze is verliefd op Casper, maar als Casper een oogje krijgt op Merel, raakt Marie-Claire jaloers, en wil ze Merel meteen wegwerken van de manege. Ze geeft Merel de verkeerde instructies, waardoor Merel haar werkzaamheden helemaal verkeerd uitvoert. Marie-Louise, de moeder van Marie-Claire, komt hierachter, en ontslaat Merel op staande voet. Een andere stalhulp genaamd Jan, zag wat er gebeurde, en gaat Merels werk controleren. Hij overtuigt Marie-Louise om Merel niet te laten vertrekken, en hij gaat achter Merel aan. Jan vertelt Merel dat ze niet ontslagen is, en hij leert haar hoe het wel moet. Maar Merel krijgt vlinders in haar buik voor Jan, en hetzelfde geldt voor Jan.
Merel en Jan vinden elkaar leuk, maar er zijn ook minder leuke kanten aan Jan. Als Merel over een paard begint te praten dat Amika heet, valt Jan helemaal stil, en wordt hij heel boos op Merel. Dan vertelt hij haar dat ze daar niks mee te maken heeft en dat ze moet zwijgen. Dat vindt Merel niet leuk en vreemd. Dan vindt Merel een verborgen stal. Er staat eigenlijk geen toegang op een bordje, maar toch gaat Merel iedere keer kijken. In de verborgen stal staat een wit paard, Amika. Amika is het paard van Marie-Claire, en ze heeft dit paard gekregen toen ze 15 jaar werd. Maar niemand kan met Amika omgaan of erop rijden. Daarom hebben Marie-Claire en haar moeder Amika in een afgelegen stal gestopt. Merel krijgt in het geheim een steeds betere band met Amika, en Jan heeft dat in de gaten.
Maar dan komt Merels vader erachter dat Merel op een manege werkt, en dient hij onmiddellijk Merels ontslag in bij de vader van Marie-Claire. Uiteindelijk mag Merel toch weer terugkomen van haar vader, op voorwaarde dat ze nooit op een paard zal rijden. Er komt een paardenfluisteraar voor Amika, Ricardo, en hij wil Amika meenemen naar een ranch waar ze paarden van hun gedragsproblemen af zouden kunnen helpen, maar in feite is Ricardo een oplichter. Er wordt een springwedstrijd georganiseerd op de manege, en de enige manier om Amika van Ricardo te redden, is om met Amika de wedstrijd te winnen. Jan vindt dat Merel dit moet doen, maar Merel twijfelt, en haar vader heeft haar tenslotte verboden om met paarden te werken. Uiteindelijk besluit Merel op het laatste moment om toch mee te doen, en wint ze de wedstrijd met Amika, waardoor ze Amika van de ondergang redt.
Merel heeft ook het dagboek van haar moeder, Sofie de Ridder, en leest dit als ze problemen heeft.

### Seizoen 2
Merel krijgt na haar overwinning op de lentejumping een uitnodiging voor een opleiding op de Engelse rijschool "The Royal Academy". Het inschrijvingsgeld is echter € 1500,00. Om genoeg geld te verzamelen, maakt Merel samen met haar tante Saskia muffins, die ze dan met winst zullen proberen te verkopen. Merel mag het geld lenen van Herbert De La Fayette, maar haar haar vader mag het niet weten. Ondertussen begint Marie-Claire aan haar carrière als zangeres. Merel rijdt de ingangsproef. Op de dag van de proef snijdt Marie-Claire in de gesp van het zadel waardoor Merel zal vallen als deze losschiet. Gringo heeft dit echter op camera staan maar merkt dit pas als hij Merels proef wil filmen. Merel komt ten val met Amika. Amika is zwaargewond en zijn leven hangt aan een zijden draadje. Terwijl de menigte zich rond Merel bevindt, praten Marie-Claire en Casper met de juryleden en maken haar zwart. De jury besluit Merel niet toe te laten en vertrekt. Gringo gaat de dag erna naar Marie-Claire en vertelt dat hij bewijs heeft dat zij Merel gesaboteerd heeft, maar Marie-Claire chanteert hem door hem te zeggen dat ze ervoor kan zorgen dat Chanel hem nooit meer wil zien. Hij besluit daarom de beelden niet te tonen.
Merel maakt zich ondertussen heel veel zorgen om Amika. Al snel wordt duidelijk dat Amika niet meer te redden valt en naar de slachterij zal worden gebracht. Merel is kapot van verdriet en wil afscheid nemen van Amika. Marie-Claire eist dat ze onmiddelijk vertrekt. Als Amika onderweg is naar de slachterij, weet Merel de auto en de trailer te stoppen, en neemt ze Amika mee. Ze stalt Amika in een afgelegen stal in het bos. Samen met Jan probeert Merel Amika beter te maken, maar niemand mag weten dat ze daarvoor Amika eerst moest stelen. Maar de boer komt hierachter, en eist dat Merel Amika uit zijn stal haalt en nooit meer terugkomen. Ze besluiten dan om Amika terug te zetten op de manege, in een stal waar nooit iemand komt. Tante Saskia en Merel verven Amika zodat niemand hem zou herkennen. Ondertussen trainen Hedwig en Marie-Claire voor de ingangsproef. John ziet echter weinig slagingskans in hen en vraagt zijn vader of er nog een derde amazone mag deelnemen. Zijn vader gaat hiermee akkoord. . Wanneer John William praat met Merel over de proef, richt hij per ongeluk de waterstraal op Amika. Hierdoor verdwijnen de bruine vlekken op zijn lichaam. John spreekt Merel er op aan maar besluit niks te zeggen tegen Herbert. John vraagt Merel of ze de proef nog eens wil rijden. Marie-Claire ontdekt Amika en gaat haar vader halen. Ondertussen belt Merel Jan op en samen verplaatsen ze Amika net op tijd. Marie-Claire is vastberaden maar laat haar vader een lege stal zien. Uiteindelijk komt Herbert, de vader van Marie-Claire, erachter dat Merel Amika (en de medicijnen) heeft gestolen en ontslaat Merel op staande voet. Later komt de sabotage van het zadel van Amika door Marie-Claire uit en krijgt Merel een nieuwe kans om de ingangsproef te rijden. Merel wint en mag naar The Royal Academy.
Olivier wordt ongepland ontdekt als zangtalent. Het wordt hem echter té volwassen wanneer z'n ouders verwachten dat hij in Oxford gaat studeren. John William, de oerdegelijke zoon van baron Rudolf, brengt verandering voor alle rijke jongeren.
Chanel en haar moeder Kelly bekijken Ollies zangpartner, Barry Palerma, diametraal.

### Seizoen 3
Merel verbaast vriend en vijand door met een dood verklaard paard Amika de ingangsproef voor The Royal Academy te rijden. Marie-Claire is woest wanneer niet zij maar Merel zes maanden naar Engeland mag en mobiliseert de Z-girls voor wraak.
Merel heeft de tijd van haar leven, maar wat ze niet weet is dat er tijdens haar verblijf in het buitenland heel wat veranderd is op manege de Paardenhoeve. Haar baantje werd aan iemand anders gegeven. Jan doet raar tegen haar, en heeft een oogje op de nieuwe stalhulp Lotte. Merel en Olivier groeien dichter naar elkaar toe, maar hierdoor voelt Gringo zich verwaarloosd. Merel ontdekt een meisje genaamd Floortje, een mysterieus meisje dat toenadering zoekt tot Amika.
Herbert en Marie-Louise De La Fayette hebben grote financiële zorgen en moeten de manege verkopen nadat Herbert faalt in z'n poging een Chinese chipsfabiek-investering te redden. De winnende kandidaat is een zeer bijgelovige zakenman, die zich laat manipuleren en de manege wil omvormen tot een casino. Merel, Jan, Lotte, Tijs(de vader van Merel) en Saskia(de zus van Merels moeder) proberen dit te voorkomen en zorgen ervoor dat er een wedstrijd tussen Merel en Marie-Claire wordt gehouden. Ze moeten van de bijgelovige zakenman 'The Blind Wall' springen. Marie-Claire en Merel moeten met hun paarden over een hoge stenen muur springen terwijl ze geblinddoekt zijn. Om het veiliger te maken wil de zakenman niet dat ze een blinddoek dragen. Merel springt uiteindelijk over de muur, en wint de wedstrijd. De manege blijft een manege, en wordt geen casino. Merel en haar vader mogen nu in het huis wonen waar familie De La Fayette vroeger woonden. Ze zijn nu bovendien de nieuwe eigenaars van de manege. Als ze geld nodig hebben hoeven ze maar aan te kloppen bij de bijgelovige zakenman.

### Miniserie De gevaarlijke stunt
Amika wordt gekidnapt door Circus Patricio voor een levensgevaarlijke stunt. De gang laat dit niet zomaar gebeuren. Ze zoeken de hengst en merken al snel dat Circus Patricio Amika gestolen heeft. Merel wordt betrapt in het circus en samen met Lotte- die mee met Merel naar het circus is gegaan- opgesloten. Amika en de meisjes komen alleen vrij als Merel de gevaarlijke stunt mét Amika doet.

## Afleveringverloop
Gewone aflevering (12 min.)
- Terugblik vorige aflevering
- Begin-generiek (circa 30 s)
- Aflevering (circa 12 min.)

Compilatieaflevering (45 min.)
- Begin-generiek
  - Aflevering 1 (zonder terugblik of intro)
    - (Zwarte) pauze

  - Aflevering 2 (zonder terugblik of intro)
    - (Zwarte) pauze

  - Aflevering 3 (zonder terugblik of intro)
    - (Zwarte) pauze

  - Aflevering 4 (zonder terugbik of intro)
- Aftiteling (met productiehuis, zender en productiejaar)

In de compilatieversie wordt telkens één keer de generiek gespeeld, gevolgd door de vier volledige afleveringen (dus het verhaal van één week).
De begingenerieken doorheen de reeksen:
- Reeks 1: Amika
- Reeks 2: Wie
- Reeks 3: A. M. I. K. A.
- Reeks 4: Als ik jou zie

## Rolverdeling
| Acteur              | Personage                                   | Reeksen             | Soort rol     |
| ------------------- | ------------------------------------------- | ------------------- | ------------- |
| Moora Vander Veken  | Merel De Ridder                             | reeks 1 - 4         | hoofdrol      |
| Niels Destadsbader  | Olivier 'Oli' De La Fayette                 | reeks 1 - 4         | hoofdrol      |
| Gregory Van Damme   | Gringo Van den Broecke                      | reeks 1 - 3         | hoofdrol      |
| Ken Verdoodt        | Jan Zanders                                 | reeks 1 - 4         | hoofdrol      |
| Véronique Leysen    | Marie-Claire De La Fayette                  | reeks 1 - 3         | hoofdrol      |
| Marc Coessens       | Herbert De La Fayette                       | reeks 1 - 3         | hoofdrol      |
| Veerle Eyckermans   | Marie-Louise De La Fayette                  | reeks 1 - 3         | hoofdrol      |
| Pieter Bamps        | Casper Cox                                  | reeks 1 - 3         | hoofdrol      |
| Bert Cosemans       | Tijs De Ridder                              | reeks 1 - 3         | hoofdrol      |
| Debbie Crommelinck  | Chanel van de Panhuyzen                     | reeks 1 - 3         | hoofdrol      |
| Anita Nederlof      | Hedwig van Hilst                            | reeks 1 - 3         | hoofdrol      |
| Dirk Bosschaert     | Barry Palerma                               | reeks 2             | semi-hoofdrol |
| Jeroen Lenaerts     | John William                                | reeks 2             | semi-hoofdrol |
| Rudy Morren         | Elvis Cardinero                             | reeks 3 - 4         | semi-hoofdrol |
| Hans Royaards       | Ricardo de Bruyne                           | reeks 1 en 3        | nevenrol      |
| Ron Cornet          | Baron Rudolf                                | reeks 2             | nevenrol      |
| Peter Van De Velde  | Circusdirecteur Patricio                    | reeks 4             | nevenrol      |
| Jos Van Geel        | Clown Umberto                               | reeks 4             | nevenrol      |
| Nathalie Wijnants   | Saskia Jacobs                               | reeks 2 - 3         | semi-hoofdrol |
| Daisy Thys          | Kelly van de Panhuyzen                      | reeks 1 - 3         | nevenrol      |
| Hans De Munter      | Mathieu Lodewijkx                           | reeks 1             | nevenrol      |
| Stan Van Samang     | Oli's manager Vincent Vos                   | reeks 3             | nevenrol      |
| Arnold Willems      | Opa Zanders                                 | reeks 1 - 2         | nevenrol      |
| Carry Goossens      | Baron Van Stippelhout                       | reeks 3             | nevenrol      |
| Pjotr Wolfs         | Antoine Van Stippelhout (zoon van de Baron) | reeks 3             | nevenrol      |
| Peter Bulckaen      | Patrick Vereycken (Dodenmuur-stuntman)      | reeks 3             | gastrol       |
| Ronny Daelman       | Robbie Hogebrugge (Cindy's vaste vriend)    | reeks 3             | gastrol       |
| Wim Stevens         | Arian Van Dongeren                          | reeks 1 occasioneel | gastrol       |
| Han Coucke          | Tv-reporter Arno                            | reeks 2             | gastrol       |
| Jaak Pijpen         | Wedstrijdomroeper                           | reeks 1             | gastrol       |
| Luc Meirte          | Kleermaker                                  | reeks 2             | gastrol       |
| Kristien Maes       | Lotte                                       | reeks 3 - 4         | hoofdrol      |
| Yvonne Coldeweijer  | Cindy Scholten                              | reeks 3             | nevenrol      |
| Laurien Poelemans   | Julie Zanders                               | reeks 1 - 2         | semi-hoofdrol |
| Ellen Van Gelder    | Jasmine Lodewijkx                           | reeks 1             | nevenrol      |
| Liesje Wijns        | Floortje                                    | reeks 3             | nevenrol      |
| Yemi Oduwale        | Acrobaat Sandro                             | reeks 4             | nevenrol      |
| Patricia Goemaere   | Marjolein                                   | reeks 4             | nevenrol      |
| Lisa Gadeyne        | Jolien                                      | reeks 4             | nevenrol      |
| Camilia Blereau     | Chris Bogaerts                              | reeks 1             | gastrol       |
| Bianca Vanhaverbeke | Jurylid                                     | reeks 1             | gastrol       |
| Yves De Lathauwer   | Davy Oliver                                 | reeks 2             | nevenrol      |

### Overige gastrollen
Reeks 2
- Dirk Lavrysen

Reeks 3
- Ellen Schoeters
- Peter Van De Velde

## Afleveringen

### Seizoen 1
1. Het verboden baantje
2. Lipgloss & luxepaarden
3. Paarse pumps & een super plan
4. Subtiele geurtjes
5. Barry Paler wiel
6. Rijlaarzen & een tok van mama
7. De grote Mathieu Lodewijks
8. Een echte Gringo cocktail
9. Verwende apen en mosselpraat
10. Heer, zegen deze oesters
11. Cadeautje van pappie
12. De chocolade sprookjestaart
13. Een roze paard voor Jasmin
14. Slingers, sushi & champagne
15. Het stomste cadeau ever
16. Marie Claire sweet 16
17. Het paard van Sinterklaas
18. Het poppenhuis van mama
19. Een brief voor Merel
20. De verloofde van Oli
21. Mango, komkommer & een hele hoop tabasco
22. Het geheim van Amika
23. Merel moet blijven
24. Linzensoep met een rietje
25. Florence van Parijs
26. De paardenfluisteraar
27. Stille oorlog in huize De Ridder
28. Frietjes onder tafel
29. Operatie Bonbonella
30. Video's uit het verleden
31. Chocolademelk & beloftes
32. De super size Gringo sandwich
33. Een beugeltje & rare vlechtjes
34. Sexy stoer of college cute?
35. Hakken tussen het stro
36. Een weldoener uit Spanje
37. De moord op Chanel
38. De grote zomerjumping
39. Paardenvijgen en karnemelk
40. Het opblaasbare tentenpak
41. Voorbestemde liefde
42. 10 manieren om Hedwig te pesten
43. Toverkunsten en wonderwortels
44. Paardrijles voor beginners
45. Het ontslag van Casper
46. Knapper Chris of Casper
47. De val van Amika
48. Het meesterwerk van Olivier
49. De geheime amazone
50. De laatste training
51. Kleine meisjes worden groot
52. En de winnaar is Merel

Amika special 1: "Dagdromen".

### Seizoen 2
1. Bekers en paardendromen
2. Paarse bloemetjes voor Amika
3. Aarde aan Merel, Aarde aan Merel...
4. Tante Saskia
5. Bloed en slijm voor Oli
6. Who's the new star!?
7. De zieke straathondjes club
8. De muffinautomaat
9. Vers gesneden dvd'tjes
10. The international singing sensation
11. Eén, twee, Cha Cha Cha
12. Spaghetti herinneringen
13. Love for U
14. Een historisch moment
15. De robopony
16. Het geniale wraakplan
17. Leven uit de vuilnisbakken
18. Davy Oliver & Roger Ringers
19. Meer paardenkont asjeblieft
20. Ik weet het, ik ben ook geweldig
21. Huilen is voor kleine meisjes
22. Levensgevaarlijke hoestbuien
23. Californische hoestbonbons
24. Intrede van een superster
25. De Barry Palerma hysterie
26. Jullie zijn een fantastisch publiek!?
27. Helleuw!-How do you do?
28. Leugenaars, valsaards & snotapen
29. De zadel wissel truuk
30. Geef toe, die Gringo is een lekker stuk
31. Ongewenste gasten
32. Reddende engel in nood. Je hart is zo groot
33. De perfecte blind date
34. Die John William is zo mijn type niet!?
35. Die John William is zo mijn type!?
36. Kriebeltjes in de buik
37. Lekkere zwarte muizensnoepjes
38. En jij bent het lelijke eendje!
39. Rijke jongens & slordige meisjes
40. Total makeover!
41. Mysterieuze schoendozen
42. Chocolade & witte wijn
43. Spannende saunabezoekjes
44. Wap, Wap, Wapedoewap!
45. Barry, Barry, Barry. Dit is niet goed!
46. De Amika spokenjacht
47. Het meisje van Amika
48. Vanille, chocola of mokka?
49. Het land van Psychipi...Psyrochititi
50. Barry wordt papa?
51. Test. Éen twee...test! Hallow?
52. De ingangsproef

### Seizoen 3
1. Jeses, hoe lang zijn jullie weg geweest?
2. De Chi'Chu'Chips deal
3. Een tientonner met pukkels en vettig haar
4. Het Popspot dilemma
5. Het love cocktail versierplan
6. Ik ben zo'n goeie baas!?
7. Abrikozen allergie
8. Dorus Amika, Amika Dorus?
9. Moederloze babyschildpadjes in Guatemala
10. Paparazzi Chanel
11. Stiekeme kusjes
12. Liefdesbriefjes van je weet wel wie
13. Twinkie de schildpad
14. Rel op de paardenhoeve
15. Staat je goed, rood!
16. Het varkensplan
17. Knor knor
18. De zieke Oli computer truuk
19. Niet slecht! Voor een paardensnul
20. Duh! Nu ga ik zo hard winnen
21. Oh Cindy! I love you!?
22. De scoutsvriendin van Amika
23. Nog een appeltje?
24. Wit begint, zwart wint
25. Merel de pizzabakker
26. De kans van een leven
27. Een zalfje van pommes en carottes
28. Vergeet je tandenborstel niet
29. Casino De La Fayette
30. Pokerface
31. Rien ne va plus!
32. Flush. Rush? Flush!
33. Merel De La Fayette
34. De Oli fanclub
35. De tandpastadopjes-controleur
36. De pop heeft altijd gelijk
37. Een nachtzoentje van Oli
38. Helderziende Hedwig
39. Op tournee in Amerika
40. Is Oli verliefd op mij?
41. Het verleden is het verleden
42. Een voorschotje van 10.000 euro
43. Een vriendendienstje
44. Victor stinkvoet schoenen
45. Je bent toch m'n knuffel?
46. Een locomostrontkanariefantje
47. Maak kennis met spion Mouskouri
48. Slaan helpt altijd
49. Ik was toch de sneeuwuil?
50. Op Merel!
51. Ik doe er nog 500 gram kaas bij
52. Mama was trots op je geweest

Special 2: Amika en het magische zadel

### Seizoen 4 - Minireeks: De gevaarlijke stunt
5 ongetitelde afleveringen: 31 oktober - 4 november 2011

## Specials
- Dagdromen
- Amika en het magische zadel
- Amika: de gevaarlijke stunt

## Discografie

### Albums
| Album met eventuele hitnotering(en) in de Nederlandse Album Top 100 | Datum van verschijnen | Datum van binnenkomst | Hoogste positie | Aantal weken | Opmerkingen |
| ------------------------------------------------------------------- | --------------------- | --------------------- | --------------- | ------------ | ----------- |
| Amika                                                               | 26-10-2009            | 31-10-2009            | 23              | 6            |             |
| Amika en ik                                                         | 18-10-2010            | 30-10-2010            | 65              | 6            |             |

| Album met hitnotering(en) in de Vlaamse Ultratop 200 albums | Datum van verschijnen | Datum van binnenkomst | Hoogste positie | Aantal weken | Opmerkingen |
| ----------------------------------------------------------- | --------------------- | --------------------- | --------------- | ------------ | ----------- |
| Amika                                                       | 26-10-2009            | 31-10-2009            | 8               | 20           | Goud        |
| Amika en ik                                                 | 2010                  | 23-10-2010            | 17              | 28*          |             |

### Singles
| Single met hitnotering(en) in de Vlaamse Ultratop 50 | Datum van verschijnen | Datum van binnenkomst | Hoogste positie | Aantal weken | Opmerkingen |
| ---------------------------------------------------- | --------------------- | --------------------- | --------------- | ------------ | ----------- |
| Amika                                                | 16-01-2009            | 31-01-2009            | 4               | 6            |             |
| Het is zomer                                         | 01-06-2009            | 13-06-2009            | 16              | 12           |             |

## Trivia
- Zowel Niels Destadsbader (sinds september 2009), Véronique Leysen (sinds december 2009) als Kristien Maes (sinds mei 2007) waren Ketnet-wrappers
- Ricardo, de koper van Amika, wordt in reeks 1 gespeeld door Hans Royaards, die eerder al de Afgevaardigde van de Minister speelde in Studio 100-reeks Samson en Gert.
- Véronique Leysen was eerder te zien in Spring als de danseres Roxanne (vergelijkbaar met Monica uit TopStars); deze rol lijkt op die van Marie-Claire.
- Het witte paard (Amika) uit de reeks was ook te bewonderen op de Hoeves van pretpark Plopsaland De Panne.
- Sinds juni 2009 is Amika te zien op de Italiaanse zender RaiSat Smash Girls.
- De serie wordt ook uitgezonden in Polen op het kanaal ZigZap en in Duitsland.
- De serie werd van 1 juni 2020 tot 12 september 2020 herhaald op Ketnet, in 2016 gebeurde dit ook.

## Merchandising

### Cd's
- Amika (single)
- Het is zomer (single)
- Ik ben verliefd (digitale single)

### Albums
- Amika
- Amika en ik

### Dvd's
- Amika seizoen 1 (box)
- Amika seizoen 2 (box)
- Amika seizoen 3 (box)
- Amika Dagdromen (clipspecial) 1ste special
- Amika en het Magische Zadel (clipspecial) 2de special
- Amika de gevaarlijke stunt (minireeks) 3e special

### Boeken
- Stickerboek
- Vriendenboek
- De Paardenhoeve (Het Verhaal van de Eerste Reeks)
- Dagboek van Merel (alle geheimpjes van Merel De Ridder)
- Wie wat waar weetjes (Weetjes over de Manege)
- Meisjesdromen (Het verhaal van de Tweede Reeks)
- Z-Girls: Mijn modestudio
- Hippe tips gids
- Voor Altijd Samen (Het Verhaal van de Derde Reeks)

### Games
- Amika (2010)

## Shows

### Studio 100 Zomerfestival
Tussen 2009 en 2011 was Merel van de partij op het Studio 100 Zomerfestival.